# 능인고등학교
능인고등학교

## 학교 연혁
- 1938년 1월 13일 : 오산학림 설치
- 1939년 10월 9일 : 오산 불교학교 설립인가, 5년제 5학급 편성(영천 은해사 경내 백연암)
- 1940년 2월 19일 : 초대 교장 김동화 취임
- 1940년 4월 8일 : 오산불교학교 개교
- 1945년 4월 1일 : 오산 농림실수학교로 개편
- 1945년 12월 7일 : 대구시 남산동 가교사로 이전
- 1946년 1월 25일 : 능인중학교로 교명 변경 인가(4학급 편성)
- 1948년 8월 14일 : 재단법인 능인학원 설립인가, 초대 이사장 박도수 취임
- 1950년 7월 11일 : 대구시 남구 이천동 교사(校舍) 일부 준공
- 1951년 9월 13일 : 능인고등학교 설립인가(3년제 제9학급 편성)
- 1954년 4월 10일 : 중·고등학교 병합의 건 이사회 의결
- 1954년 4월 29일 : 대구시 남구 대봉동 신축교사(校舍)로 이전
- 1964년 2월 15일 : 재단법인 능인학원을 학교법인 능인학원으로 조직 변경 인가
- 1968년 3월 1일 : 중·고 분리 운영
- 1986년 12월 27일 : 대구시 수성구 지산동 800번지 현 교사(校舍)로 이전
- 2022년 3월 1일 : 제26대 교장 홍은표 취임
- 2022년 4월 8일 : 학교법인 능인학원 제24대 이사장 운봉 법광(雲峰 法光) 큰스님 취임

## 참고 자료
- 능인고등학교 - 한국교육학술정보원 학교알리미